# Giuseppe Moccia (imprenditore)
Giuseppe Moccia (Afragola, 1º giugno 1921 – Afragola, 30 dicembre 2001) è stato un imprenditore e dirigente sportivo italiano.

## Biografia
È stato il presidente della Casertana, principale squadra di calcio di Caserta, dal 20 luglio 1963 al 10 dicembre 1974. Sotto la sua guida la Casertana ha raggiunto per la prima volta nella sua storia la Serie B, disputata nella stagione 1969-1970; era presidente anche nell'estate 1969, quando si verificò una violenta protesta da parte della tifoseria nota come Rivolta del pallone.
È stato un industriale attivo soprattutto nell'ambito della produzione del cemento.
Nel 1968 fu eletto sindaco di Afragola.

Il 17 dicembre 1974 fu sequestrato dai NAP a Posillipo e rilasciato il successivo 26 dicembre dopo il pagamento del riscatto di un miliardo di lire.